# Greg Thompson
Gregory Edwin „Greg“ Thompson (* 1956 in Muswellbrook, New South Wales, Australien) ist ein Geistlicher und ehemaliger Bischof der Anglikanischen Kirche in Australien.

## Leben
Thompson studierte anglikanische Theologie an der University of Newcastle. Seine Ausbildung zum anglikanischen Priester absolvierte er am Ridley College des Evangelical Anglican College in Melbourne. 1986 wurde Thompson ordiniert. Von 1988 bis 1994 war Thompson Priester in einer anglikanischen Kirchengemeinde in Darwin. Von 1994 bis 1999 war er als New South Wales State Secretary der Bush Church Aid Society tätig. Von 1999 bis 2004 war er Rektor der St John's Church in Stadtteil Darlinghurst in Sydney und danach Rektor der St John's Church in Canberra. Von 2007 bis 2013 war er als Nachfolger von Philip Freier Bischof des Northern Territory. Ab 2013 war Thompson als Nachfolger von Brian Farran Bischof des anglikanischen Bistums Newcastle. 2017 trat er aus gesundheitlichen Gründen vorzeitig zurück; sein Nachfolger wurde Peter Stuart.
In den 1970er Jahren wurde er im Alter von 19 Jahren während seiner Priesterausbildung vom anglikanischen Bischof Ian Shevill sexuell missbraucht.
Thompson ist verheiratet.